# Harold Hopkins (acteur)
Pour les articles homonymes, voir Harold Hopkins et Hopkins.
Harold Hopkins, né le 6 mars 1944 à Toowoomba et mort le 11 décembre 2011 à Sydney, est un acteur australien.

## Biographie
Harold Hopkins travaille comme apprenti charpentier au début des années 1960. Il entre ensuite, avec son frère jumeau John, à l'Institut national d'art dramatique et en sort diplômé en 1967. Il fait ses débuts au cinéma dans Age of Consent (1969) et joue des seconds rôles dans plusieurs classiques du cinéma australien comme Don's Party (1976), The Club (en) (1980) et Gallipoli (1981) ainsi que dans plus de 160 épisodes de séries télévisées.
Il meurt en 2011 des suites d'un mésothéliome dû à son exposition à l'amiante quand il était apprenti charpentier.

## Filmographie

### Cinéma
- 1969 : Age of Consent de Michael Powell : Ted Farrell
- 1970 : L'Homme qui sortait du bagne (en) (Adam's Woman) de Philip Leacock : Cosh
- 1976 : Don's Party de Bruce Beresford : Grainger Cooley
- 1977 : The Picture Show Man de John Power : Larry
- 1980 : The Club (en) de Bruce Beresford : Danny Rowe
- 1981 : Gallipoli de Peter Weir : Les McCann
- 1982 : The Highest Honor (en) : le caporal Stewart
- 1982 : Monkey Grip (en) : Willie
- 1983 : Buddies (en) : Johnny
- 1984 : Fantasy Man (en) : Nick Bailey
- 1987 : The Year My Voice Broke de John Duigan : Tom Alcock
- 1996 : Les Enfants de la Révolution : le commissaire de police
- 1997 : Blackrock : le principal
- 2000 : Liées par le secret : Shelby Shaw

### Télévision
- 1969 : Skippy le kangourou (série télévisée, 2 épisodes) : Tim Grant
- 1969 : Aventures australes (série télévisée, saison 1 épisode 26) : Harry
- 1971-1972 : Minos 5 (série télévisée, 39 épisodes) : Steve Gabo
- 1971-1972 : The Godfathers (série télévisée, 46 épisodes) : Dave Milson
- 1973 : The People Next Door (série télévisée, 20 épisodes) : Dave Milson
- 1976 : L'Île perdue (série télévisée, saison 1 épisode 13) : Thomas Quick
- 1976 : Rush (série télévisée, saison 2 épisode 9) : Hardy Evans
- 1982 : Sara Dane (en) (mini-série) : Andrew Maclay
- 1988 : The Dirtwater Dynasty (en) (mini-série) : le révérend McBride
- 1991 : Brides of Christ (en) (mini-série) : Ken Maloney
- 1998 : Moby Dick : le capitaine Peleg
- 1999 : Fréquence Crime (série télévisée, saison 3 épisode 9) : Brian Capper
- 2001 : BeastMaster, le dernier des survivants (série télévisée, saison 3 épisode 3) : Kumon
- 2006 : Rêves et Cauchemars (mini-série, épisode La Dernière Affaire d'Umney) : Vernon Klein
- 2009 : Underbelly (série télévisée, 2 épisodes) : George Joseph